# Киликийска порта
Киликийската порта (на турски: Gülek Boğazı) е проход, през който минава главният път между Европа и Азия, и по-точно пътят към Леванта и целия Ориент.
Намира се в Мала Азия между Киликия с долината Чукурова на Средиземно море и Анатолийското плато. Проходът минава по тясната долина на река Гьоколюк.
Вратата между Европа и Азия преминават през Тавър и по-точно между хребета на Българската планина и Антитавър или още Киликийски или Арменски Тавър, част от Източен Тавър. Южният край на прохода започва на 44 km северно от Тарс, вилает Мерсин, а северния му е във вилает Адана, продължавайки на север към Кападокия.
Разстоянието от Анатолийското плато до Киликия с античния киликийски Декаполис е около 110 km (68 мили). В най-високата си част (1125 m) проходът е в Анатолия, средната му надморска височина е 1050 m, а в Киликия височината е 828 m.
В древността проходът е наименуван от древните гърци – Киликийска порта, кръстоносците я наричат Юдейска порта, а на арабски е Дарб ас-Салама. Днешното си турско име получава по арменското село Годулак на входа на портата.
До началото на 20 век оттук не е било възможно да преминават превозни средства. Като стратегически важна артерия от Анатолия към Сирия, много армии нахлуват оттук в Близкия изток: хетите, походът на десетте хиляди гърци, описан в Анабазис от Ксенофонт, както и войските на Александър Велики, които се подготвят за битката при Иса. По времето на римския император Каракала, древния път е ремонтиран и разширен. Оттук преминават Свети Павел от Тарс и рицарите от Първия кръстоносен поход.
През 878 г., тук се разиграва една от най-важните битки в арабо-византийския конфликт между император Василий I и арабите под предводителството на Абдула ибн Рашид. През 1833 г. египетският султан Ибрахим паша се отправя срещу своя османски сюзерен през портата, преминавайки я на камили с войската и въоръжението си.
По византийско и османско време, охраната на Киликийската порта е била поверена на дервентджии – българи, специално заселени в областта, откъдето носи и името си близката планина. За тях разказва Караманската хроника.
В края на 19 век започва проект за прокарване на пряка жп връзка между Цариград и Багдад, по чието трасе най-голяма пречка се оказва Киликийската порта. Благодарение на германската инженерна мисъл тя е успешно преодоляна с изключително сложни от инженерна гледна точка виадукти и тунели. През нея преминава Тавър експрес, продължение на Ориент експрес. Теснолинейната първоначално жп линия е открита през 1918 година по време на Първата световна война, като през нея са превозени османските войски към Месопотамия.